# Tony Chapman
Tony Chapman spillede i de tidlige 1960'ere trommer i bandet The Rolling Stones, før der var nogle permanente bandmedlemmer. Han optrådte i 1962 sammen med bandet, inklusiv en koncert på Sidcup Art College, Bexley, hvilket Keith Richards havde gået på, og det var enten ham eller Mick Avory der var trommeslageren på The Rolling Stones første officielle koncert den 12. juli 1962 på Marquee Club i London. Han var også den person som Bill Wyman snakkede med og blev bandets bassist, efter han forlod sit eget band The Cliftons.